# Bike Transalp
Die BIKE Transalp ist ein vom bike-Magazin veranstaltetes Mountainbike-Etappenrennen für Zweierteams über die Alpen. Seit 2019 sind außerdem Einzelfahrer zugelassen. Das Rennen findet jährlich im Juli statt.

## Geschichte
1998 wurde das Rennen zum ersten Mal durchgeführt. Gründer Ulrich Stanciu, Herausgeber des bike-Magazins, führte rund 250 Zweierteams von Mittenwald bis nach Riva del Garda. Bis 2012 fungierte Stanciu fünfzehn Mal als Rennleiter, dann übernahm Marc Schneider diese Rolle. 2014 starteten circa 1200 Teilnehmer. Die Teilnehmer kommen aus mehr als 35 Nationen.

## Rennen
Die BIKE Transalp führt in sieben Tagesetappen über die Alpen. Die Gesamtstrecke beträgt etwa 600 Kilometer und 18.000–19.000 Höhenmeter.
Die Teamwertung ist in folgende Kategorien unterteilt:
Männer, Frauen, Mixed, Masters (im Team ein Gesamtalter von mehr als 80 Jahren), Grand Masters (im Team ein Gesamtalter von mehr als 100 Jahren), U23
In der Einzelwertung gibt es die Kategorien:
Herren, Herren Masters ab 40 Jahre, Herren Grand Masters ab 50 Jahre, Herren Senior Grand Masters ab 60 Jahren, Damen und U-23 Wertung

## Strecke
In der folgenden Tabelle sind die Startorte der einzelnen Etappen seit 1998 aufgelistet. Der Startort einer Etappe ist jeweils mit dem Ziel der vorhergehenden Etappe identisch. Bis 2013 erstreckte sich das Rennen über acht Etappen mit Start jeweils samstags, seit 2014 ist das Rennen auf sieben Etappen reduziert, der Start erfolgt sonntags. Bei elf Austragungen war Mittenwald Startort der ersten Etappe, dreimal Füssen und zweimal Oberammergau. 2015 startete das Rennen erstmals in Ruhpolding. Bis 2016 lag der Start stets in Deutschland, seither jeweils in Tirol. Ziel der letzten Etappe war fast jedes Jahr Riva del Garda. Ausnahmen waren 2005, als das Rennen in Jesolo an der italienischen Adria endete, sowie 2006, als das Ziel im Nachbarort Limone sul Garda lag. 2016 und 2018 endete die Strecke 7 km vor Riva in Arco, 2019 endete das Rennen 45 km nördlich von Riva in Molveno am Molvenosee. Das für 2020 von Nauders in Österreich nach Riva del Garda geplante Rennen wurde wegen der COVID-19-Pandemie abgesagt. Die Streckenführung im darauffolgenden Jahr orientierte sich an der für 2020 geplanten Strecke.

Es wird auf öffentlichen, nicht abgesperrten Straßen gefahren. Die Teilnehmer müssen sich also an die Verkehrsregeln halten und dürfen z. B. Kurven nicht schneiden. Außerdem müssen sie wetterfeste Kleidung und ein Erste-Hilfe-Paket mitführen.
| Jahr | Samstag                                      | Sonntag                                      | Montag                                       | Dienstag                                     | Mittwoch                                     | Donnerstag                                   | Freitag                                      | Samstag                                      | Ziel                                         | Höhenmeter                                   | Länge                                        |
| ---- | -------------------------------------------- | -------------------------------------------- | -------------------------------------------- | -------------------------------------------- | -------------------------------------------- | -------------------------------------------- | -------------------------------------------- | -------------------------------------------- | -------------------------------------------- | -------------------------------------------- | -------------------------------------------- |
| 2023 |                                              | Nauders                                      | Reschensee                                   | Livigno                                      | Bormio                                       | Malé                                         | Roncone                                      | Valle di Ledro                               | Riva del Garda                               | 17.527 hm                                    | 496,97 km                                    |
| 2022 |                                              | Lienz                                        | Sillian                                      | Bruneck                                      | St. Vigil                                    | Kaltern                                      | San Martino                                  | Lavarone                                     | Riva                                         | 18.378 hm                                    | 566 km                                       |
| 2021 |                                              | Nauders                                      | Livigno                                      | Bormio                                       | Aprica                                       | Pellizzano                                   | Molveno                                      | Sella Giudicarie                             | Riva                                         | 18.875 hm                                    | 577 km                                       |
| 2020 | Wegen der COVID-19-Pandemie abgesagt worden. | Wegen der COVID-19-Pandemie abgesagt worden. | Wegen der COVID-19-Pandemie abgesagt worden. | Wegen der COVID-19-Pandemie abgesagt worden. | Wegen der COVID-19-Pandemie abgesagt worden. | Wegen der COVID-19-Pandemie abgesagt worden. | Wegen der COVID-19-Pandemie abgesagt worden. | Wegen der COVID-19-Pandemie abgesagt worden. | Wegen der COVID-19-Pandemie abgesagt worden. | Wegen der COVID-19-Pandemie abgesagt worden. | Wegen der COVID-19-Pandemie abgesagt worden. |
| 2019 |                                              | Tux                                          | Brixen                                       | St. Vigil                                    | Eggental (Welschnofen)                       | San Martino                                  | Folgaria                                     | Trento                                       | Molveno                                      | 18.580 hm                                    | 549,71 km                                    |
| 2018 |                                              | Imst                                         | Nauders                                      | Livigno                                      | Bormio                                       | Ponte di Legno                               | Val di Sole                                  | Valle del Chiese                             | Arco                                         | 18.000 hm                                    | 500 km                                       |
| 2017 |                                              | Mayrhofen                                    | Brixen                                       | St. Vigil                                    | St. Christina                                | Kaltern                                      | Trento                                       | Lavarone                                     | Riva                                         | 18.185 hm                                    | 539,80 km                                    |
| 2016 |                                              | Imst                                         | Nauders                                      | Scuol                                        | Livigno                                      | Bormio                                       | Mezzana                                      | Trento                                       | Arco                                         | 17.751 hm                                    | 519,51 km                                    |
| 2015 |                                              | Ruhpolding                                   | Saalfelden                                   | Mittersill                                   | Sillian                                      | Alleghe                                      | S. Martino                                   | Levico Terme                                 | Riva                                         | 19.286 hm                                    | 624,23 km                                    |
| 2014 |                                              | Oberammergau                                 | Imst                                         | Nauders                                      | Naturns                                      | Sarnthein                                    | Kaltern                                      | Trient                                       | Riva                                         | 19.227 hm                                    | 581,97 km                                    |
| 2013 | Mittenwald                                   | Mayrhofen                                    | Brixen                                       | St. Vigil                                    | Alleghe                                      | San Martino                                  | Crespano                                     | Rovereto                                     | Riva                                         | 20.242 hm                                    | 675,98 km                                    |
| 2012 | Oberammergau                                 | Imst                                         | Ischgl                                       | Nauders                                      | Scuol                                        | Livigno                                      | Ponte d.L.                                   | Madonna d.C.                                 | Riva                                         | 20.430 hm                                    | 612,89 km                                    |
| 2011 | Mittenwald                                   | Weerberg                                     | Mayrhofen                                    | Brixen                                       | St. Vigil                                    | Alleghe                                      | San Martino                                  | Trento                                       | Riva                                         | 21.298 hm                                    | 662,29 km                                    |
| 2010 | Füssen                                       | Imst                                         | Ischgl                                       | Scuol                                        | Livigno                                      | Ponte d.L.                                   | Malé                                         | Madonna d.C.                                 | Riva                                         | 19.791 hm                                    | 604,17 km                                    |
| 2009 | Mittenwald                                   | Reith                                        | Mayrhofen                                    | Brixen                                       | St. Christina                                | Sarnthein                                    | Kaltern                                      | Andalo                                       | Riva                                         | 22.175 hm                                    | 632,80 km                                    |
| 2008 | Füssen                                       | Imst                                         | Ischgl                                       | Scuol                                        | Livigno                                      | Naturns                                      | Kaltern                                      | Andalo                                       | Riva                                         | 21.596 hm                                    | 663,59 km                                    |
| 2007 | Mittenwald                                   | Reith                                        | Mayrhofen                                    | Brixen                                       | St. Vigil                                    | Arabba                                       | Predazzo                                     | Folgaria                                     | Riva                                         | 20.893 hm                                    | 600,01 km                                    |
| 2006 | Füssen                                       | Imst                                         | Ischgl                                       | Scuol                                        | Livigno                                      | Naturns                                      | Malé                                         | Madonna d.C.                                 | Limone                                       | 23.072 hm                                    | 663,59 km                                    |
| 2005 | Mittenwald                                   | Mayrhofen                                    | Neukirchen                                   | Lienz                                        | Sexten                                       | St. Vigil                                    | Alleghe                                      | Belluno                                      | Jesolo                                       | 22.354 hm                                    | 726,25 km                                    |
| 2004 | Mittenwald                                   | Imst                                         | Ischgl                                       | Scuol                                        | Naturns                                      | Meran                                        | Kaltern                                      | Folgaria                                     | Riva                                         | 22.453 hm                                    | 662,29 km                                    |
| 2003 | Mittenwald                                   | Reith                                        | Kirchberg                                    | Neukirchen                                   | Brixen                                       | Val Gardena                                  | Kaltern                                      | Andalo                                       | Riva                                         | 21.521 hm                                    | 652,19 km                                    |
| 2002 | Mittenwald                                   | Imst                                         | Ischgl                                       | Nauders                                      | Naturns                                      | Meran                                        | Malè                                         | Andalo                                       | Riva                                         | 19.700 hm                                    | 569,00 km                                    |
| 2001 | Mittenwald                                   | Reith                                        | Sterzing                                     | Brixen                                       | St. Vigil                                    | Alleghe                                      | Imer                                         | Folgaria                                     | Riva                                         | 22.051 hm                                    | 668,00 km                                    |
| 2000 | Mittenwald                                   | Reith                                        | Steinach                                     | Sterzing                                     | St. Vigil                                    | Alleghe                                      | Imer                                         | Folgaria                                     | Riva                                         |                                              | 650,60 km                                    |
| 1999 | Mittenwald                                   | Weerberg                                     | Sterzing                                     | St. Vigil                                    | Moena                                        | San Martino                                  | Folgaria                                     | Rovereto                                     | Riva                                         |                                              |                                              |
| 1998 | Mittenwald                                   | Weerberg                                     | Sterzing                                     | St. Vigil                                    | Canazei                                      | Cavalese                                     | Folgaria                                     | Rovereto                                     | Riva                                         | 18.419 hm                                    | 595,8 km                                     |

## Sieger
| Frauen - 2022 Lorenza Menapace / Sulzer Evelyn - 2021 Danièle Troesch / Lorenza Menapace - 2020 Wegen der COVID-19-Pandemie abgesagt - 2019 Nina Hartleb / Elena Wagner - 2018 Janine Schneider / Stefanie Dohrn - 2017 Esther Süss / Jennie Stenerhag - 2016 Sarah Reiners / Cemile Trommer - 2015 Sally Bigham / Christina Kollmann - 2014 Cornelia Hug / Andrea Fässler - 2013 Sally Bigham / Borghild Loevset - 2012 Milena Landtwing / Sally Bigham - 2011 Katrin Neumann / Martina Miessgang - 2010 Kristine Nørgaard / Anna-Sofie Nørgaard - 2009 Milena Landtwing / Kristine Nørgaard - 2008 Alison Sydor / Pia Sundstedt - 2007 Sandra Klose / Peggy Klose - 2006 Sandra Klose / Peggy Klose - 2005 Anna Enocsson / Esther Süss - 2004 Regina Marunde / Kathrin Schwing - 2003 Gretchen Reeves / Lesley Tomlinson - 2002 Gretchen Reeves / Lesley Tomlinson - 2001 Birgit Jüngst / Kathrin Schwing - 2000 Andrea Michels-Smith / Sandra Klose - 1999 Karen Eller / Carolin Rahner | Männer - 2022 Arroyo Carlos Herrera / Sanchez Luis Mejia - 2021 Manuel Pliem / David Schöggl - 2020 Wegen der COVID-19-Pandemie abgesagt - 2019 Jochen Käß / Daniel Geismayr - 2018 Markus Kaufmann / Jochen Käß - 2017 Daniel Geismayr / Hermann Pernsteiner - 2016 Daniel Geismayr / Hermann Pernsteiner - 2015 Markus Kaufmann / Jochen Käß - 2014 Markus Kaufmann / Jochen Käß - 2013 Markus Kaufmann / Jochen Käß - 2012 Urs Huber / Konny Looser - 2011 Mike Felderer / Johnny Cattaneo - 2010 Karl Platt / Stefan Sahm - 2009 Hannes Genze / Andreas Kugler - 2008 Karl Platt / Stefan Sahm - 2007 Karl Platt / Stefan Sahm - 2006 Karl Platt / Carsten Bresser - 2005 Karl Platt / Carsten Bresser - 2004 Karl Platt / Mannie Heymanns - 2003 Bart Brentjens / Carsten Bresser - 2002 Karl Platt / Carsten Bresser - 2001 Roland Stauder / Thomas Frauenschuh - 2000 Mauro Bettin / Pascal Corti - 1999 Jan Østergaard / Jørgen Bo Petersen - 1998 Markus Reichle / Mannie Hexmanns |

## Messe
In jedem Etappenort wird eine kleine Messe-/Chill-out-Area rund um den Start- und Zielbereich aufgebaut, in dem die Fahrer nach der Zielankunft die erste Verpflegung erhalten. Zusätzlich können sie bei den Ausstellern Ersatzmaterial und -zubehör sowie einen Fahrradservice erhalten.

## Rahmenprogramm
Zum Rennen gehört die traditionelle, abendliche Pastaparty. Hier können sich die Fahrer über die tägliche Etappe austauschen und Bilder und Videos des Tages ansehen. Auch wird hier das Briefing für die jeweils nächste Etappe gehalten.
Im Zielort der BIKE Transalp findet die Finisher-Party statt. Jeder Finisher, d. h. jeder Fahrer, der alle Etappen im vorgegebenen Rahmen beendet hat, bekommt hier das Finisher-Trikot übergeben.